# Теодолітний хід
Теодолітний хід — геодезична побудова закріплена на місцевості у вигляді ламаної лінії з виміряними сторонами та кутами повороту.
Розрізняють зімкнуті, розімкнуті та висячі теодолітні ходи.

## Суть та мета
Прокладання теодолітних ходів на місцевості виконується для згущення мережі геодезичних пунктів  чи точок. Результатом прокладання є отримання прямокутних геодезичних координат точок, попередньо закріплених на поверхні(Рекогносцировка).
Теодолітні ходи прокладають за допомогою тахеометра або теодоліта з мірною стрічкою. Під час стояння на кожній точці ходу вимірюють горизонтальні кути між задньою та наступною точками, відстані та вертикальні кути (для отримання перевищень та вводу поправок у відстані)

## Види
Хід може бути:
- зімкнутим, тобто коли перша точка ходу є водночас і останньою.
- розімкнутим — хід починається з вихідної точки та напрямку, від якого будуть відкладатись кути, та завершується на іншій точці з уже відомими координатами та ще одним напрямком.
- висячим — хід закінчується на точці без відомих координат (не велика точність, застосовують на малих територіях, до 300 м).

Ходи також можуть знаходитись в умовній системі координат, у такому разі не потрібно прив'язуватись до опорних пунктів.

## Послідовність виконання
1.Складання проєкт теодолітних ходів на картах. Для цього використовують карти великих масштабів на дану територію. При проєктуванні користуються вимогами інструкції по прокладанню теодолітних ходів, а саме видержують довжини ходів і сторін в залежності від масштабу зйомки. Теодолітні ходи повинні прокладатись в місцях зручних для вимірювання ліній.
2.Рекогностування теодолітних ходів — вибір точок повороту ходу на місцевості і їх закріплення.
3.Вимірювання кутів повороту точок теодолітних ходів і кутів нахилу, якщо вони перевищують 1,5.
4.Вимірювання ліній теодолітних ходів.
5.Обчислення координат точок теодолітних ходів.
6.Нанесення за координатами на план точок теодолітного ходу.

## Обчислення
Після зйомки виконують обрахування, урівноважування та визначення точності ходів.
Для отримання координат точок потрібно порахувати, їх прирости відносно попередньої точки. Прирости (ΔX та ΔY(дельта ікс та дельта ігрек)) вираховують шляхом множення, відповідно, косинуса або синуса дирекційного кута на відстань між точками.